# Paleogenetica
De paleogenetica is een tak van de genetica, waarin men genetische monsters van fossiele brandstoffen en prehistorische fossiele resten van organismen analyseert. Van de monsters wordt genetische informatie (DNA of DNA-fragmenten) geëxtraheerd, met behulp van het enzymcomplex DNA-polymerase. Het verkregen fossiele DNA kan vervolgens worden gekloond en gesequenteerd voor paleogenetisch onderzoek. 
Paleogenetica is een relatief nieuwe tak van wetenschap. In 1984 isoleerde een Amerikaans onderzoeksteam, onder leiding van Allan Wilson van de Universiteit van Californië, mtDNA-materiaal uit overblijfselen van een quagga, een steppenzebra die in de 19de eeuw uitstierf. De Zweedse bioloog Svante Pääbo wordt echter beschouwd als de daadwerkelijke grondlegger van dit wetenschapsgebied. Als eerste heeft hij in 1985 genetisch materiaal van een mummie gekloond.
Het concept 'paleogenetica' is afkomstig van de Amerikanen Emile Zuckerkandl en Linus Pauling, die de term in 1963 introduceerden. Toen voorspelden zij al de toekomstige mogelijkheid om historische eiwitten en DNA-sequenties te reconstrueren.
DNA-onderzoek van archaïsch DNA maakt een beter begrip mogelijk van bijvoorbeeld de menselijke evolutie, de verspreiding van de landbouw over de aarde, en de genetische fylogenie van de uitgestorven wolharige mammoet. De opkomende vakwetenschap had te kampen met tegenslagen. Paleogenetici ontdekten hoe gemakkelijk fossiel DNA verontreinigd, of aangetast kan raken door modern DNA-materiaal, wat aanleiding kan geven tot verkeerde conclusies.